# Øvelser med krykker og skinnebandager
|  | Denne artikel er oprettet af botten Steenthbot ud fra en ekstern database. Den kan derfor have sproglige fejl eller mangler. Denne skabelon kan fjernes efter kontrol af indholdet. |

Øvelser med krykker og skinnebandager er en dansk dokumentarfilm fra 1950.

## Handling
28-årig kvindelig patient ramt af børnelammelse (polio) for tre år siden, 25 år gammel. Hun kan gå lidt med skinner og to bukke, men er ængstelig og mangler vejledning og øvelse. Begge ben er praktisk taget helt lammede, hoftemusklerne på begge sider er meget svært lammede, ryg- og bugmuskler svært lammede, men kan udvikles. Filmen viser fremskridtene i behandlingen i løbet af et halvt år. Behandlingen består af en række øvelser, som den kvindelige patient udfører i løbet af filmen, herunder øvelser på madras, balanceøvelser mellem bomme samt krykkeøvelser ved væg og op og ned ad trappe. To år efter kommer patienten igen til klinikken, fordi hun forgæves har forsøgt at erstatte sine krykker med krykkestokke. Efter seks uger med instruktion bl.a. i ny gang- og faldteknik er hun fortrolig med stokkene.